# 桃井尚儀
桃井尚儀（もものい ひさのり）は、南北朝時代の武将。
越中国射水郡（現富山県射水市）浅井城主。官位は右馬頭。

## 生涯

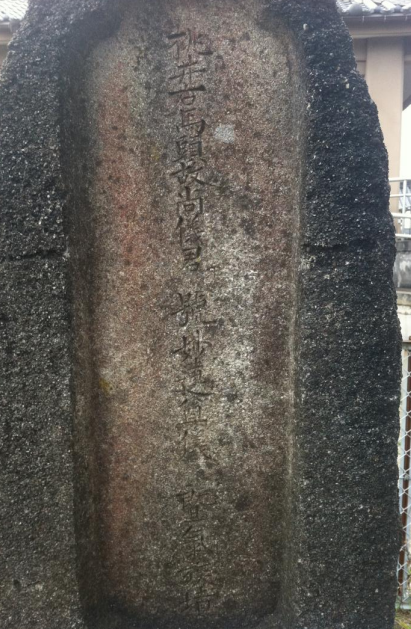
桃井尚儀の墓碑（本光寺）

父は桃井直和とも、桃井直弘の子近衛将監直尚とも伝わる。
応安三年（1370年）、長沢の戦いで桃井直和が討死すると、仇敵斯波氏と桃井氏は和議を結び、尚儀は斯波義将の娘益子を娶り、浅井郷を与えられて浅井城を築いた。
河内国千早城で戦死。法号は、妙連尊儀、本光院殿円愈。墓所は富山市布市興国寺、本光寺（現在、射水市本田）。

## 子孫
- 弟は日存、日道。
- 長男は右馬頭直之。
- 二男は法華宗本門派の開祖日隆[2][3]。
- 一説に幸若舞の始祖桃井直詮は日隆の兄とも伝えられる。